# Thanatus kitabensis
Thanatus kitabensis es una especie de araña cangrejo del género Thanatus, familia Philodromidae. Fue descrita científicamente por Charitonov en 1946.

## Distribución
Esta especie se encuentra en Azerbaiyán, Rusia (Siberia Occidental), Irán, Kazajistán y Asia Central.